# 一元論
一元論（いちげんろん、英: monism、仏: monisme、独: Monismus）とは一つの実体から現実が成り立っていると主張する形而上学の諸学説を指した用語である。
これに対応する反対の見解を示した学説に実在を二つに区別する二元論(dualism)や実在に対して数的な規定を行わない多元論(pluralism)がある。

## 概要
あらゆる存在の原理を研究する形而上学において一元論はその原理を単一と規定してきた学説である。一元論の基本的な考え方は世界に見られる多種多様な実体の一般化を通じて統一的に世界を理解しようとするものである。同時に一元論の思考様式は因果性とも関連しており、多種多様であることの原因をも単一であるものと考える。バールーフ・デ・スピノザは二元論に対する批判を通じて古典的な一元論の議論を展開した哲学者である。スピノザの学説の中心にあったのは究極的な原因としての神を前提とする汎神論である。彼は自然に見られるさまざまな様相に神の諸属性を見出している。また人間の精神と身体を区分する心身二元論に対しても、どちらかが先立つものではなく、それらは同一のものの二つの側面であると考えていた。
この一元論についてはスピノザ以外にはプラトン、ライプニッツ、ヘーゲル、ムーアなどが研究しており、東洋哲学ではヒンドゥー教 （アドヴァイタ・ヴェーダーンタ（不二一元論）やヴィシシュタ・アドヴァイタ等）、 ユダヤ教（特にカバラ思想）、キリスト教（特に東方諸教会、正教会、イングランド国教会）、イスラム教（スーフィズムの中の特にベクターシ派)の中には、一元論的な多神教や一元論的な汎神論を唱える流派がある。

## 分類

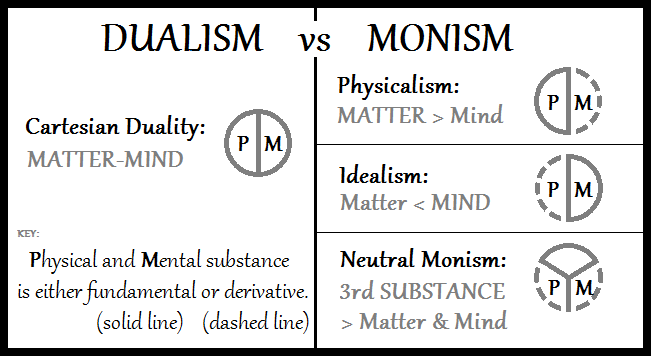
中立一元論をデカルト的二元論，物理主義，観念論と比較した図

### 宗教での分野

#### 神学全体
哲学者や神学者は汎神論を一元論の一形態とすることがある。異なるタイプの一元論には次のようなものがある。
1. 実体一元論（substance monism）、 「見かけ上の複数の実体は、単一の実体の異なる状態または外観によるものであるとする見解」[2]。(汎神論、唯物論で用いられる[4])。
2. 属性的一元論、「物質の数が何であれ、それらは単一の究極的な種類であるという見解」[2]。
3. 部分的一元論、「ある存在領域の中で（どんなに多くても）物質は一つだけである」[2]。
4. 存在一元論、「具体的な対象となるトークンは一つだけである」という見解（ザ・ワンまたはモナド）[5]。
5. 優先的一元論：「全体は部分に先行する」「世界には部分があるが、部分は統合された全体の依存的な断片である」[3]。一神教で用いられる（不動の動者、宇宙論的証明）。
6. 性質一元論：「すべての性質は単一のタイプであるとする考え方」（例：物理的性質しか存在しない）。
7. 種類一元論：「最高のカテゴリーが存在するという見解（例：存在）」[3]。

実体一元論は汎神論や唯物論の共通項であり、ルネ・デカルトが提唱した実体二元論(substance dualism)の対立概念として考えられてきた。古典的汎神論の決定論を緩和すれば万有内在神論等の神学的な探求対象にもなる。

#### 一神教やキリスト教
一神教で用いられることがある存在一元論、優先的一元論は適切に区別されてこなかった。存在一元論は優先的一元論を伴う論理関係にあるが、その他の一元論は基本的に独立している。例えば存在多元論者でありながら、優先的一元論者である場合がある。これによると多くのものが存在すると仮定しつつ、世界全体が他の全てに先行する。
優先的一元論にはアインシュタインとニールス・ボーアの間で行われた有名なボーア・アインシュタイン論争のテーマから影響された命題もある。
1. 全体が（量子もつれによる）創発的な性質を持っている。
2. 全体が創発的な性質を持っているなら、全体は部分よりも先にある。
3. 全体は部分に先行する。

優先的一元論において、存在するすべてのものは、それらとは異なる源に戻り、存在一元論では、宇宙という単一のものしか存在せず、それを恣意的に多くのものに分割することしかできない。実体一元論においては実体や心など様々なものが存在していても、単一の種類のものしか存在しない。
キリスト教のスコラ学の論拠とされたアリストテレスは心身二元論の問題では一元論的立場をとった。
物質の中には一般的に身体、特に自然体が含まれており、それらは他のすべての身体の原理である。自然体の中には、生命を持つものと持たないものがある。生命とは自然治癒力と成長（それに伴う衰え）を意味する。生命を持つ自然体は、複合体の意味での物質であることがわかる。しかし、生命を持つ種類の体でもあることから、体が魂であるはずがない。したがって魂は、生命を潜在的に持つ自然体の形という意味で、物質でなければならない。しかし物質とは現実性のことである。従って魂とは上記の特徴の通り、身体の現実性のことである。—霊魂論、2巻1章
魂は肉体が示す性質であり、数ある中の一つである。アリストテレスは、積み木が破壊されるとその形が消えるように、体が滅びると魂も滅びると提唱した。
プラトンの二元論とアリストテレス哲学を統合させた新プラトン主義は存在一元論だけでなく優先的一元論の立場をとり、すべてのものはザ・ワンから派生または流出するとした。
スコラ学の代表的神学者、カトリック教会と聖公会では聖人、カトリック教会の33人の教会博士のうちの1人であるトマス・アクィナス（1225-1274）は、不動の動者から宇宙論的証明（神の存在証明）を導出したことで知られるが、アリストテレスと同様に心と体は一体であり、一体であるかどうかを問うことは無意味であると考えた。しかし肉体が一体であるにもかかわらず、肉体の死後も魂が存続することを主張し、魂を「この特殊なもの」と呼んだ。彼の考え方は、哲学的というよりも、神学的なものであったため、一元論者（物理主義者）や二元論者という分類に収めることはできなかった。

### 哲学での分類
現代哲学における一元論は、大きく3つに分けられる。
1. 観念論、現象論、精神一元論。精神だけが実在するとする[11]。
2. 中立一元論。1種類のものが根本的に存在するとする[12]。第3の1種類のものに精神的なものも物理的なものも還元されうる[13]。
3. 物質一元論（material monism、物理主義や唯物論とも呼ばれる）。物理的なものだけが実在し、精神的なものは物理的なものに還元できるとする[11][12]。

機能主義、変則的一元論、反射的一元論など、上記のカテゴリーに簡単に収まらない立場もある。

## 東洋

### ヒンドゥー教
鉄器時代の南アジアでは、ヴェーダ時代 に一神教への傾倒が見られた。『リグヴェーダ』では特に比較的後期の第10巻 にブラフマンの一神教の概念が見られ、宇宙開闢の歌(Nāsadīya Sūkta)などは鉄器時代初期のものとされている。古代ヒンドゥー教の神学は一神教であったが、一人の最高神ブラフマンの側面として想定される多くの神々の存在を依然として維持していたため、厳密には一神教的崇拝ではなかった。
ヒンドゥー教の宗教文書であるヴェーダには、存在なき存在、息（生命）なき息（生命）、宇宙的存在に自己投影される単独の力への言及がある。ヒンドゥー教の中で最初に明確に絶対的一元論を唱えたのは、シャンカラの唱道するアドヴァイタ・ヴェーダンタである（アドヴァイタは「不二」すなわち非二元論の意）。これはヒンドゥー教の6つの哲学体系のうちの一部で、ウパニシャッド哲学を基礎にしており、究極的なモナドとしてブラフマンと呼ばれる無定型で神聖な基底があると見なす（梵我一如）。こうした一元論的な思考は、ヨーガや非二元論的タントラといった他のヒンドゥー教流派にも広がっている。
別のタイプの一元論はラーマーヌジャ学派やヴィシシュタ・アドヴァイタによるもので、世界が神（ヴィシュヌ）の一部であるとする。汎神論ないし万有在神論の一種であるが、この最高存在の中に魂や実体が複数含まれるとする。このタイプの一元論は一元論的有神論と呼ばれる。ヒンドゥー教では、内在的かつ超越的で普遍万能の最高存在としての人格神の概念が優勢である（一元論的有神論を絶対的一神教と混同しないこと。絶対的一神教は神を超越的とのみ考えるから、全てに現前する内在的な神の観念は不在である）。
ヒンドゥー教で一元論が広まったのは比較的新しく、アドヴァイタ・ヴェーダーンタ哲学（不二一元論）のシャンカラ(8世紀頃)、修正不二一元論のラーマーヌジャ(1017年 - 1137年)、ヴァラバハカルヤ・マハプラブ（1479 – 1531年）、ニンバルカリーヤ（c.1130 - c.1200年）、チャイタニヤ・マハプラブ（1486 - 1534年)が一元論を唱えている。シャンカラはヒンドゥー教では「アートマン（魂、自我）が存在する」と主張し、仏教は「魂も自我もない」と述べている。何人かの学者は、シャンカラの歴史的名声と文化的影響は数世紀後、特にイスラム教徒の侵略とその結果としてのインドの荒廃の時代に高まったと指摘している。
ヴェーダーンタ学派の中でもマドバ・アーチャリア（1238 – 1317年）はドヴァイタ（二元論）を説いている。

### 仏教
仏教では、ヒンドゥー教のリグ・ヴェーダに描かれる形而上学的実体とも言うべきブラフマンといった「かの一者 ted ekam」を認めない。
大乗仏教の中観派は世界の究極的な性質を、感覚的なものや他のものとは切り離せない「空」として表現する。一見、一元論のように見えるが、中観派の見解は究極的に存在する実体を主張することはない。その代わりに究極の存在に関する詳細な、あるいは概念的な主張が不条理な結果をもたらすとして解体される。現在、大乗仏教にのみ見られる少数派の唯識派の見解もまた一元論を否定している。
仏教の宇宙論では三千大千世界、極楽、東方浄瑠璃世界、妙喜世界、八大地獄、十界として複数の世界を規定することがある。密教におけるパーターラ等もある。

#### 仏教と二元論
1966年、仏教学者のエドワード・コンツェはメディアン会議において、アイザック・ヤコブ・シュミットの初期の提案を受けて執筆された論文「Buddhism and Gnosis」の中で、大乗仏教とグノーシス主義との現象学的な共通点を指摘している。克服されずに残っている、あるいは克服するためには特別な霊的知識を必要とする邪悪な傾向の存在を釈迦が説く限りにおいて仏教は、「反宇宙論」・「反宇宙的二元論」で知られているグノーシス主義の一派だとしている。
グノーシス主義は物理的世界、肉体的世界から「霊的知識・認識」によって救済されるとする反宇宙的二元論、極端な霊肉二元論をとる。人間が肉体、宇宙等の非本来的なものによって阻害されているという反宇宙的二元論の立場から、物理的な宇宙を超える超越的存在と人間の本来的自己の本質的同一の「認識」を救済とみなす。
コンツェの8つの類似点に基づいて、ホーラーは解放のための洞察であるグノーシスとジュニャーナ、洞察力の欠如であるアグノーシスと無明によって、この世に閉じ込められるなどの類似点を挙げている。

## 西洋

### ユダヤ教
ユダヤ教では、2つの相互に関連する理由から、神は創造に内在的であると考えられている。
- 第一に、ユダヤ教には以下のような強い信念がある。「すべての被造物を産み出す神の力は〔創造の後も〕……現前している。わずか一瞬であれ神の力が被造物を見捨てれば、創造以前のような完全な無の状態に戻ってしまうことだろう」[32]。
- これと同時に、二番目として、ユダヤ教では神は唯一であるという公理がある。さらに神は完全に単一である。それ故、神の力は自然の中にあり、そして神の本質も自然の中にある。

ただし、ユダヤ教では、神はすべての物質的な被造物から分離されており、時間の外にあるということを銘記すべきである。ユダヤ教的伝統のもとにおける否定神学（カバラにおけるツィムツームen:Tzimtzum）においては、神は、有限な世界が存在する概念的空間を準備するために、みずからの無限の本質を「収縮」させたとされる。

### 古代ギリシャなど

モナドは「一番目」、「根源」、「本質」、「基礎」としてギリシャの哲学者によって参照される象徴であった

一元論には様々なタイプがあるが、それぞれの理論において究極とされている存在は、"Monad"（モナド）という言葉で呼び表される。モナドという言葉は「単一の、単独の」といった意味を持つギリシャ語 μόνος (モノス)に由来し、古代ギリシアのエピクロスやピタゴラスによって最初に用いられた。
以下に掲げるソクラテス以前の哲学者が、世界を一元論的なものとして記述している。古代ギリシャではそれは、おおむね「アルケーは何か？」という問いに答えるような形で表現された。以下、論者とそれぞれの考えの主旨を記す。
- ターレス - 万物のアルケーは水である。
- アナクシマンドロス - アルケーは「アペイロン」すなわち無限な何かである。世界はなんらかの一つのものであるが、われわれがそれを知ることはできない。
- アナクシメネス - アルケーはプネウマ（pneuma、気息、空気）である。
- ピタゴラス - アルケーは数である。
- ヘラクレイトス - アルケーは火である。火のもとで万物は流転する。
- パルメニデス - アルケーは一である。世界は不動の完全な球面であり、不変、不可分である。
- ミレトスのレウキッポスとその弟子 アブデラのデモクリトス - それはアトムと空虚（すなわちアトムと無アトム）である。
- アナクサゴラス - アルケーは宇宙的精神である。

（以上に対して、エンペドクレスは地、空気、火、水の四元素説を唱えており、一元論ではない）
また、ソクラテス以降の哲学者の中では、
- ティアナのアポロニウスなど新ピタゴラス派の人々が、モナドすなわち一者を核に置いた世界観を立てている。
- ヌメニオスの著作に影響を受けた中期プラトン主義が、モナドすなわち一者から世界が流出したと述べている。
- ネオプラトニズムも一元論的である。プロティノスの教えによれば、世界は神聖超越の神すなわち「一者」であり、この一者からさまざまな世界が流出する。ヌース（神なる精神）、プシュケー（宇宙の魂）、コスモス（世界）は、一者から流出したのである。

### キリスト教
キリスト教はユダヤ教から生まれた一神教であるが、同時に、成立の初期段階で教父らによって古代ギリシャ哲学を取り込んでいる。
キリストは神性と人性をもつという両性説を採るという意味では、一元論的な説と二元論的な説が結合されているといえる。プロティノスが唱えたようなネオプラトニスムにも似ており、究極的には世界に、超越的かつ内在的で、万能で神聖な神しかいないと考えている。偽ディオニシウス・アレオパギタも参照。
アウグスティヌスは『自由意志論』の悪について論じた部分で、悪は善の反対物であるというよりも、善の不在にすぎないと述べている。つまり悪はそれ自体としては存在しないものなのである。
同様に、著名なキリスト教者であり『ナルニア国ものがたり』の作者であるC・S・ルイスも著書『キリスト教の精髄』の中で、善があって初めて悪があるのであって、悪は単独では存在しないと述べている。さらにルイスは道徳的絶対主義の立場から二元論を批判し、神に比肩するものはないのだから、神と悪魔（サタン）が拮抗するという二元論的観念は認められないとしている。ルイスによれば、悪魔はむしろ大天使ミカエルの敵対者である。

### ウァレンティヌス派
ウァレンティヌス派はキリスト教の一派であり、紀元2世紀に生きたグノーシス主義の神学者ウァレンティヌスにちなんでこう呼ばれる。一般にはグノーシス主義は二元論的とされているが、ウィリアム・シューデルによれば、「ウァレンティヌス派その他のグノーシス主義解釈の標準的要素は、それが根本的には一元論的だということを認めている。
ウァレンティヌス派の資料によれば、神（ただし認識できるペルソナをもつとはいっても、典型的な正統キリスト教の超越的実在の概念というよりも、言語に絶するネオプラトニズム的なモナドに似ている）が万物に浸透しており、物質世界は錯誤の上に成立しており、われわれの知覚も誤りである。
ウァレンティヌス派によって物質世界がモナドの「外」にあると説かれることもあり、現世にある無知なわれわれの生活は悪い夢にすぎないとする文章もある。様々な解釈が可能である。非一元論的解釈もあるし、半一元論的な解釈も出されている。「モナド」という概念自体は単一性を指すとも、不可視の隠された神という単一の本質を指すともいえる。同様に、「モナド」という言い方で精神原理の唯一性を意味することもある。様々な認識の状態を空間的用語で記述するのはグノーシス派の隠喩に典型的なやり方であり、ウァレンティヌス派でもよく見られる。

### スピノザや汎神論
スピノザのように、汎神論を唱える一元論者もいるが、全ての一元論者が汎神論を唱えるわけではない。排他的一元論者は、汎神論者のいう世界や神は存在しないと考えている。また理神論を唱える一元論者もいる。万有在神論的な一元論の場合、万能で完全に浸透した一神教的神が、世界に内在し、かつ超越的にも実在していると信じる。
自然崇拝や自然神秘主義は、しばしば汎神論と混同されることがある。専門家の一人であるハロルド・ウッド（Universal Pantheist Societyの創設者）は、汎神論哲学においてスピノザが神と自然を同一視していたことは、環境倫理に関心を持つ自称汎神論者の最近の考えとは大きく異なると指摘している。彼が自分の世界観を表すのに使った「自然」という言葉は、現代科学の「自然」とは大きく異なる。汎神論者を名乗る自然神秘主義者たちは、「自然」を（人工的に作られた環境ではなく）限られた自然環境を指す言葉として使っている。このような「自然」の使い方は、スピノザや他の汎神論者が自然法則や物理世界の現象全体を説明する際に使っていた広い意味での「自然」とは異なる。

#### バールーフ・デ・スピノザの汎神論
スピノザの汎神論はデカルトの「res extensa」（ラテン語で「拡張するもの」）の概念と基本的に合意する。
- 「存在しない特定の事物や様式の観念は、特定の事物や様式の形式的な本質が神の属性に含まれているのと同様に、神の無限の観念に包含されなければならない。『倫理学』一巻命題7」
- 「神は一つであり、宇宙には一つの物質しか認められず、その物質はすでに示したように絶対的に無限である。『倫理学』一巻命題13補論1」
- 「存在するだけでなく、特定の方法で存在し、作用するという神の性質の必然性によって、万物は条件付けられており、偶発的なものは何もない。『倫理学』一巻命題18証明」

スピノザが証明した命題、定義によると宇宙は無限、決定論的（非偶発的）であり、現代物理学の宇宙や自然として額面の通り受け取ることはできない。

### ライプニッツ、バークリー
ゴットフリート・ライプニッツは、実体的には多元論だが、物体を現象とし、神まで含めてモナドの一種類と見なしたという点では、一元論と言える。
また、ジョージ・バークリーは、物体の実在性を否定し、無限精神である神（the God）と人間精神のみを実体とした非物質論を展開した。これも一元論と言える。

### 近年の神学的一元論の広がり
東洋のインド哲学の多くの学派（ヴェーダーンタ学派、ヨーガ学派、シヴァ神を奉じる一部の学派など）、道教、 汎神論、 ラスタファリ運動といった思想体系では、神秘主義的・心霊主義的な立場から一元論的哲学の探求が行われているが、これらの思想体系が西洋で広く知られるようになるにつれ、西洋の心霊主義的哲学的風潮が一元論への理解を強めた。さらに言えば、ニューソート運動は100年以上前から多くの一元論的な主張を取りこんできた。
スピリチュアリティという観念と心身統一という一元論的原理とは相矛盾すると唱えるという点では、一元論と宗教哲学とは正反対と言える。しかし、宗教とスピリチュアリティを英知の源泉と考えると、どんな宗教哲学より一元論が根本的であるとも言えよう。

### 現代の哲学的一元論のタイプ
最近では、一元論は以下の3つの基本的なタイプに区分されることもある:
1. 本質一元論。ひとつの本質だけがあるとするもの。
2. 属性一元論。一種類のものだけがあるが、そのカテゴリーの中にたくさんの個物があるとするもの。
3. 絶対一元論。ひとつの本質、ひとつのものだけがあるとするもの。従って、完全一元論が一元論の理念型といえる。

また一元論は以下の3種類に分けることもできる。
1. 観念論。唯現象主義、すなわち心だけが現実だと考える唯心論的一元論。
2. 中立的一元論。心身いずれもがなんらかの第三の本質（エネルギー等）に還元されるとするもの。
3. 唯物論または物理主義。身体だけが現実であり、心は身体に還元されるとするもの。

ただし上記の分類のどれにも当てはめにくい立場もいくつかある。例えば、
1. 機能主義の場合、唯物論と同じく心が究極的に身体に還元されるとするが、 それだけではなく、心の全ての臨界的局面は神経基質(Neural substrate)のなんらかの「機能的」水準に還元できるとする。それ故ある精神状態になる時にニューロンから何かが出ていなくてはならないということはない。認知科学や人工知能研究でよく見られる立場。
2. 消去主義の場合、精神という言葉は将来的に非科学的と証明されるはずであり、完全に放棄されると論じる。全ての者が地・空気・水・火の四元素から構成されているという古代ギリシャ人の説をわれわれがもはや信じることができないように、将来の人間ももはや「信念」「欲望」その他の精神状態を指す用語を用いなくなるというのである。 バラス・スキナーの徹底的行動主義は、消去主義の変形の一つである。
3. 非法則的一元論は、ドナルド・デイヴィッドソンが1970年代に心身問題解決の一方法として提起した立場である[36]。上述の区分からすれば、これは物理主義または中立的一元論と考えられる。デイヴィッドソンによれば、物理的出来事だけが実在する。全ての心的対象ないし心的出来事も完全に実在しているが、なんらかの物理的出来事と同一の出来事として記述可能である。ただし、(1)全ての心的出来事は物理的であるが、全ての物理的出来事が心的であるわけではない、(2)（ジョン・ホーグランドによれば）全ての原子を除けば何も残らない、という2つの理由から、物理主義がある程度優位を占める。この一元論は以前の心身統一理論より優れた理論と考えられている。なぜなら、この立場を採っても、全ての心的実在を純物理的な用語で記述し直す方法を今すぐ提供できなくてもよいからである。実際にそのような方法はない。非還元的物理主義はそういう立場を採るし、創発的唯物論の場合もそうかもしれない。
4. 反映一元論はマックス・ヴェルマンズが2000年に提起した立場である[37]。意識に関する二元論と還元主義の見解双方につきまとう困難を解決する方法として提起されたもので、知覚された物理現象を意識内容の一部と見なす。